# مسجد خوني
مسجد خوني هو مسجد تاريخي يعود إلى عصر القاجاريون، ويقع في تبريز.